# Dogs (zespół muzyczny)
Dogs – angielska grupa rockowa założona w Londynie.
Utwór "London Bridge" z albumu Turn Against This Land został wykorzystany na ścieżce dźwiękowej w grze komputerowej FIFA 06.

## Skład
- Johny Cooke – wokal
- Luciano Vargas – wokal, gitara
- Rikka Mehta – gitara
- Duncan Timms – gitara basowa
- Rich Mitchell – perkusja

## Dyskografia

### Albumy studyjne
- Turn Against This Land (2005)
- Tall Stories from Under the Table (2007)

### Single
- "London Bridge" (2004)
- "She's Got a Reason" (2005)
- "Turned To A Different Station"
- "Selfish Ways" (2005)
- "Tarred and Feathered" (2005)
- "Soldier On" (2006)
- "This Stone is a Bullet" (2007)
- "Dirty Little Shop" (2007)